# ラインハイム
ラインハイム (ドイツ語: Reinheim, ドイツ語発音: [ˈra‿inha‿im]) は、ドイツ連邦共和国ヘッセン州ダルムシュタット＝ディーブルク郡に属す市。

## 地理

### 位置
ラインハイムはヘッセン州南部、ライン＝マイン地方の周縁部、ダルムシュタット＝ディーブルク郡の中心部に位置する。ラインハイムは『オーデンヴァルトの門』をなす。

### 隣接する市町村
ラインハイムは、北はグロース＝ツィンメルン、東はオッツベルク、南東はブレンスバッハ（オーデンヴァルト郡）、南はグロース＝ビーベラウ、西はオーバー＝ラムシュタット、北西はロスドルフと境を接する。

### 市の構成
ラインハイムは、ゲオルゲンハウゼン区、ラインハイム区、シュパハブリュッケン区、ユーベラウ区、ツァイルハルト区からなる。ディルスホーフェンとフンデルトモルゲンは、ラインハイム市当局に属す小住居区であるが、独立した市区とはなっていない。

## 歴史

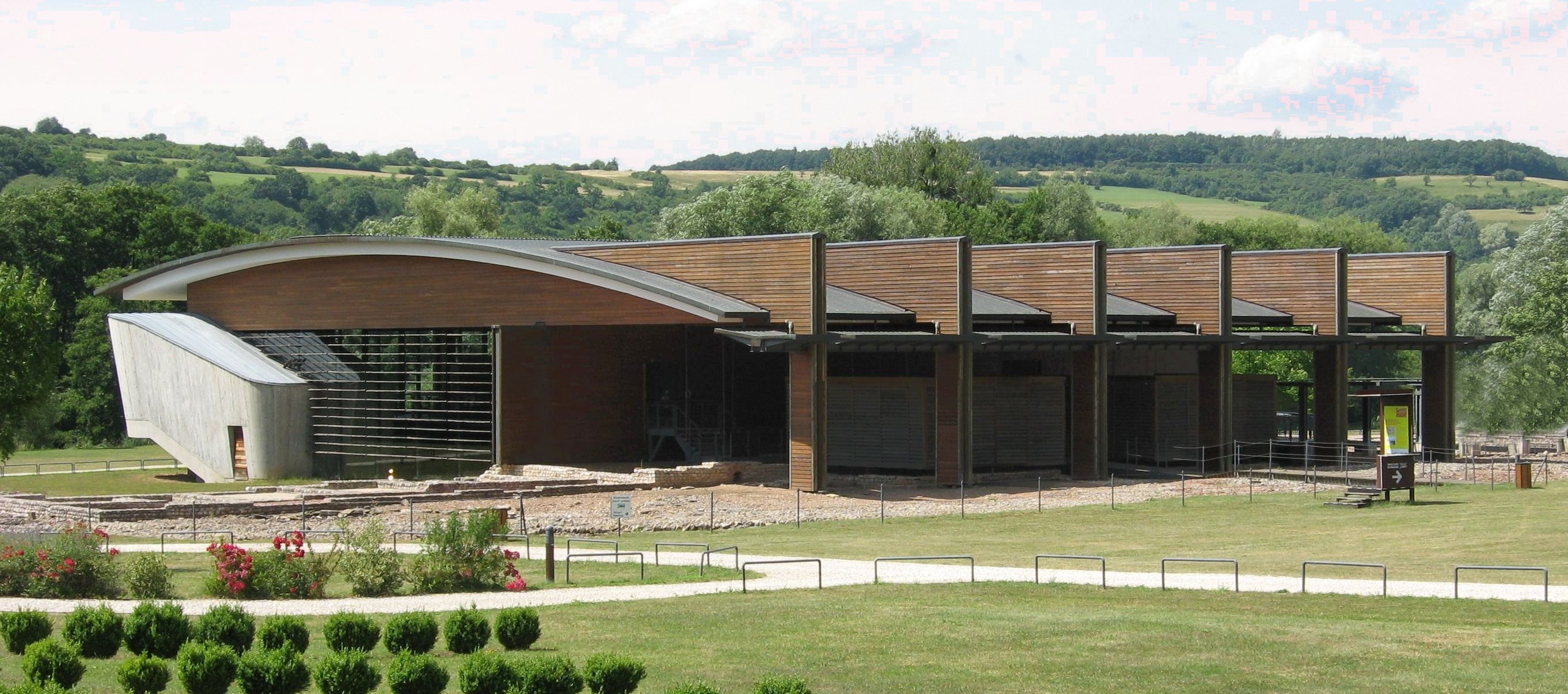
ラインハイムの博物館敷地内にある発掘現場

ラインハイム市は1260年にカッツェンエルンボーゲン伯によって創設された。数年後にここに水城が築かれたが、この城は現存しない, 。ラインハイム市の紋章は、現在でもカッツェンエルンボーゲン市の紋章と同じものであり、伯家の紋章に由来する。
ラインハイムの農場と城は1276年から77年に初めて文献上に記録された。ユーベラウは1305年、ゲオルゲンハウゼンは1318年、ツァイルハルトとシュパハブリュッケンは1323年に初めて記録されている。
ラインハイムという地名については様々な説明がなされている。一つは、たとえばReginoというような人名に由来するという説、他は古いドイツ語の川を意味する言葉と関係しているという説である。かつてこの入植地は、オーデンヴァルト南西部を通る「ホーエン・シュトラーセ」がゲルスプレンツ川の渓谷に出る開口部に位置していた。墓地の山に建てられた教会は、11世紀には既に聖ニコラウスに捧げられていた。ラインハイムの伝説によれば、この街の名前はカタリーナ・ディー・ラインという名前の女性によるとされている。ひどい伝染病にかかった騎士を彼女が治療した。騎士の父親はこの女性に深く感謝し、彼女にちなんだ名を町に付けたというものである。
1375年にヴェルナー・カルプ・フォン・ラインハイムという人物が盗賊騎士として史料に登場する。この人物はカッツェンエルンボーゲン伯ディーター3世の家臣で、近隣のニーダー＝モーダウ城から強奪行為を始めた。
1821年にラントラーツベツィルク・ラインハイム（ラントラーツベツィルクは当時の地方行政区分）が設けられた。1832年にラントラーツベツィルク・ディーブルクと合併してディーブルク郡となった後、1977年にダルムシュタット＝ディーブルク郡として再構成された。
1971年の市町村境変更協定によってユーベラウ、シュパハブリュッケンおよびツァイルハルトがラインハイム市に合併し、新生ラインハイム市が成立した。その後、1977年の市町村再編によりゲオルゲンハウゼンがこの市に加わった。これら旧自治体は、そのままの名前でラインハイム市の市区となっている。

### ユーベラウ
ユーベラウは1305年に初めて文献に記録されている。
ユーベラウ（地元ではイッヴェーロと呼ばれる）はラインハイム市の市区で、ヘッセン州のオーデンヴァルト北部の入り口、ゲルシュプレンツ川の右岸に位置する。地名は「水の上」（水とはゲルシュプレンツ川を指す）という意味である。ユーベラウは独立した自治体であったが、1972年にラインハイムに合併した。
ユーベラウの人口は、2006年12月現在で2,335人で、田舎の風情が色濃い地区である。農家、家畜や耕作用の農地、あるいは野原が見られる。
フンデルトモルゲン地区（海抜247m）はユーベラウ区に属す小さな農場であるが、ここからの出土品はここにローマ時代の入植地があったことを示している。
「赤い村」

ユーベラウは「赤い村」とか、時には「小モスクワ」と称される。このニックネームは、伝統的に共産主義が大変に優勢な地区であることに由来する。2006年3月26日の地方選挙でもドイツ共産党_(DKP)はユーベラウで39.1%の票を獲得し、地区委員会に2人の委員を送り込んだ。地区代表者のマンフレート・ビューディガー（ドイツ共産党 (DKP)）は、1948年から当時は独立した村であったユーベラウの村長を務め1960年に警官隊の介入で解任されたアダム・ビューディンガー（ドイツ共産党 (KPD)）の息子である。

## 行政
ラインハイム市議会は、37議席からなる。

### 友好都市
- セスタ（フランス、ジロンド県）
- フュルシュテンヴァルデ/シュプレー（ドイツ、ブランデンブルク州）
- リカータ（イタリア、シチリア州）
- サノク（ポーランド、ポトカルパチェ県）

## 交通
ラインハイムからは、オーデンヴァルト鉄道が、ダルムシュタット、フランクフルト・アム・マインおよびエアバッハ、エーバーバッハへ1-2時間毎に発着している。
ラインハルトを経由するバス路線には以下のものがある。
- K55系統: ダルムシュタット - ロスドルフ - ラインハイム - グレート＝ビーベラウ - ニーダーハウゼン
- K57系統: ラインハイム - グロース＝ビーベラウ - ニーダーハウゼン - ブランダウ - ガーデルンハイム
- K85系統: ダルムシュタット - ラインハイム - グロース＝ビーベラウ - ニーダーハウゼン
- 678系統: ダルムシュタット - ミュールタール - オーバー＝ラムシュタット - ラインハイム - グロース＝ウムシュタット - ヴィーベルスバッハ
- 693系統: ラインハイム - グロース＝ビーベラウ - ブレンスバッハ - ライヒェルスハイム - フュルト
- 679系統: ラインハイム - グロース＝ツィンメルン - ディーブルク - オーバー＝ローデン

## 経済
この街には中小企業の他に3つの大企業の支店・工場がある。世界的に名を知られる医薬品、化粧品メーカーのMERZ + CO. Frankfurt 、家具用金具メーカーMEPLA-ALFIT、ロボットメーカーのREMAK である。

## 教育
- クルト＝シューマッハー・シューレ（総合学校）[8]
- ゲルシュプレンツシューレ（基礎課程学校）

## スポーツ
スタジアムは芝のグランドと400mのアンツーカーのトラックからなる。
シュポルトツェントルム・ラインハイムは、人工芝のグランド、ローラー・スケート場、ビーチバレー・コートがある。また、グライダー飛行場ラインハイムの近くにスポーツ広場がある。

## 引用
1. ↑  Hessisches Statistisches Landesamt: Bevölkerung in Hessen am 31.12.2023 (Landkreise, kreisfreie Städte und Gemeinden, Einwohnerzahlen auf Grundlage des Zensus 2011)]
2. ↑  Max Mangold, ed (2005). Duden, Aussprachewörterbuch (6 ed.). Dudenverl. p. 671. ISBN 978-3-411-04066-7
3. ↑  ラインハイムの水城（2007年1月1日付け）
4. ↑   ラインハイム市のインターネット・サイト（2006年1月1日付け）
5. ↑   http://www.merz.de
6. ↑   http://www.mepla-alfit.com/
7. ↑   http://www.remak-online.de/
8. ↑   http://www.dkss-dadi.de/